# Opisthoncana
Opisthoncana Strand, 1913 è un genere di ragni appartenente alla Famiglia Salticidae.

## Etimologia
Il nome deriva da una variazione del genere Opisthoncus, sempre appartenente alla famiglia Salticidae.

## Distribuzione

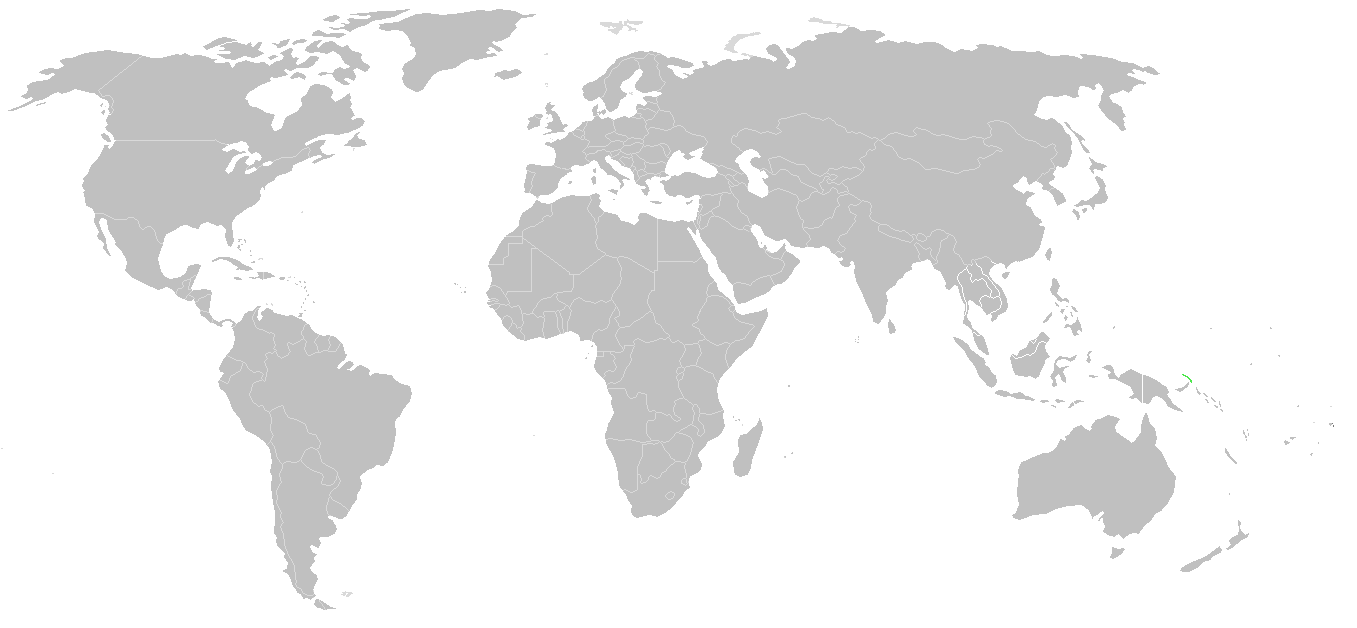
Areale

L'unica specie oggi nota di questo genere è endemica dell'isola di Nuova Irlanda, dell'arcipelago di Bismarck, ad est della Nuova Guinea.

## Tassonomia
A dicembre 2010, si compone di una specie:
- Opisthoncana formidabilis Strand, 1913[2] — Nuova Irlanda